# Netelia elevator
Netelia elevator là một loài tò vò trong họ Ichneumonidae.